# Маріца (Вилча)
Маріца (рум. Marița) — село у повіті Вилча в Румунії. Входить до складу комуни Вайдеєнь.
Село розташоване на відстані 194 км на північний захід від Бухареста, 40 км на захід від Римніку-Вилчі, 94 км на північ від Крайови, 146 км на захід від Брашова.

## Населення
За даними перепису населення 2002 року у селі проживали 392 особи, усі — румуни. Усі жителі села рідною мовою назвали румунську.